# Raphia coloradensis
Raphia coloradensis is een vlinder uit de familie van de uilen (Noctuidae). De wetenschappelijke naam van de soort is voor het eerst geldig gepubliceerd in 1886 door Putnam & Cramer.